# Diracela latifasciata
Diracela latifasciata là một loài tò vò trong họ Ichneumonidae.